# Oscar Byström (skådespelare)
Oscar Byström, född 31 december 1857 i Stockholm, död där 4 juni 1938, var en svensk skådespelare och kamrer. Han var son till Oscar Byström och syster till Anna Byström.

## Biografi
Byström debuterade 1884 på Dramatiska teatern som Paul Huët i Fregattkaptenen varefter han knöts till Stora Teatern i Göteborg, där stannade till 1890 med undantag för spelåret 1885-1886 då han var engagerad vid svågern Oscar Sternvall-Skottes teatersällskap. Byström var därefter anställd vid Dramatiska teatern 1890-1893 och kom därefter till Albert Ranft, vid vars teatrar han arbetade till 1929, från 1907 som souschef vid Vasateatern. Byström framträdde både i seriösa och komiska roller men återgav på scenen främst den korrekte gentlemannen. Bland hans roller märks Gaston i Klädeshandlaren och hans måg, Ernesto i Galeotto, Prunelles i Vi skiljas!, Fougeron i Fruarna Montanbrèche, Curt i Ära, Paul Astier i Kampen för tillvaron och Mantreja i Vasantasena.
Han var från 1896 gift med skådespelaren Constance Ericsson-Behrens.
Oscar Byström är begravd på Norra begravningsplatsen i Stockholm.

## Filmografi
- 1924 – Gösta Berlings saga
- 1927 – Spökbaronen (Advokaten Waldman)
- 1927 – En perfekt gentleman (oidentifierad roll)
- 1928 – Janssons frestelse (Stallskötaren Johan)
- 1931 – Flickan från Värmland (Polis)
- 1931 – Markurells i Wadköping (landshövding Rüttenschöld)
- 1932 – Modärna fruar (Knut Wall)
- 1933 – Kära släkten (Adolf)
- 1936 – Släkten är värst (Domaren)

## Teater

### Roller (ej komplett)

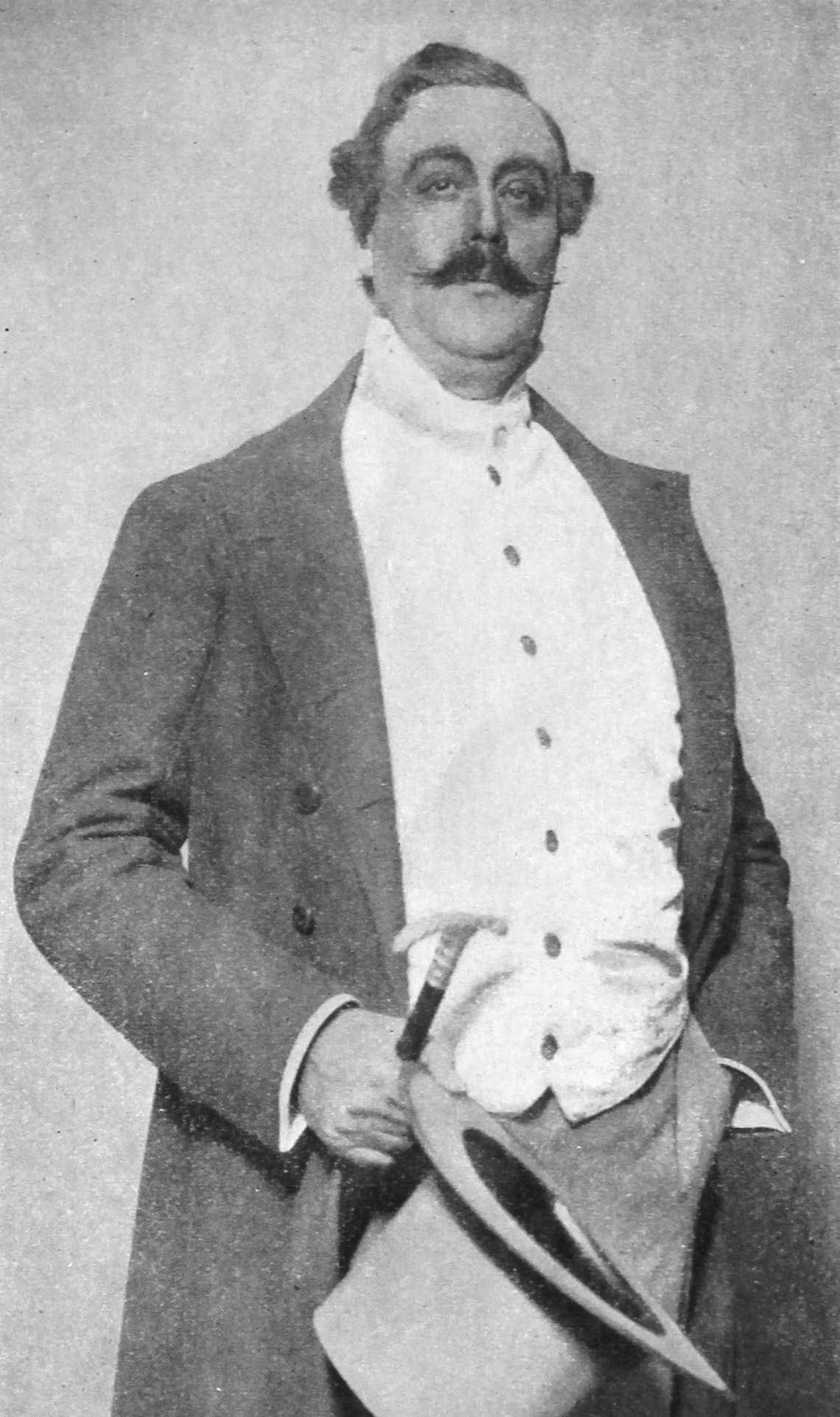
Oscar Byström som von Rambow i Livet på landet.

| År   | Roll                             | Produktion                                                                                    | Regi                     | Teater                     |
| ---- | -------------------------------- | --------------------------------------------------------------------------------------------- | ------------------------ | -------------------------- |
| 1892 | Ernst Schäfer                    | Krig i fred (Krieg im Frieden) Gustav von Moser och Franz von Schönthan                       |                          | Dramatiska Teatern         |
| 1892 | von Schöldpadda                  | Kära släkten (Den kjære Familie) Gustav Esmann                                                |                          | Dramatiska Teatern         |
| 1894 | En som gick bra                  | På Helgeandsholmen, revy Eric Sandberg                                                        |                          | Djurgårdsteatern           |
| 1896 | Chenneviette                     | Fernands giftermål Georges Feydeau                                                            |                          | Vasateatern                |
| 1896 | Chambray, fabriksägare           | Den kritiska åldern Jules Lemaître                                                            |                          | Vasateatern                |
| 1896 |                                  | En treflig betjent Clairville och Octave Gastineau                                            |                          | Vasateatern                |
| 1896 | Statsrådet Falck                 | Det stora förslaget Pehr Staaf                                                                |                          | Vasateatern                |
| 1896 | Lars Olsson                      | Med Sveriges allmoge Hugo Fröding                                                             |                          | Arenateatern               |
| 1897 | Oscar Kjeldsén                   | Ungdomslek Frederik Leth Hansen                                                               |                          | Vasateatern                |
| 1898 | Albert Villeras                  | Marcelle Victorien Sardou                                                                     |                          | Vasateatern                |
| 1898 | Sigurd Ribbung                   | Kungsämnena Henrik Ibsen                                                                      | Harald Molander          | Vasateatern                |
| 1898 | von Keller                       | Hemmet Hermann Sudermann                                                                      |                          | Vasateatern                |
| 1898 | Gaston de Rieux                  | Kameliadamen Alexandre Dumas d.y.                                                             |                          | Vasateatern                |
| 1898 | Kol Tynnesson                    | Bröllopet på Ulfåsa Frans Hedberg                                                             | Harald Molander          | Svenska teatern, Stockholm |
| 1898 | Endre Bondesen, tidningsredaktör | Vid rikets port Knut Hamsun                                                                   |                          | Svenska teatern, Stockholm |
| 1898 | Ulk, löjtnant                    | Familjen Jensen Edgard Høyer                                                                  |                          | Svenska teatern, Stockholm |
| 1899 | Wiegand, snickare                | Vävarna Gerhart Hauptmann                                                                     | Harald Molander          | Svenska teatern, Stockholm |
| 1900 | Collières                        | Colinette G. Lenotre och Gabriel Martin                                                       |                          | Vasateatern                |
| 1900 | Niklas                           | Vid Breitenfeld Karl Alfred Melin                                                             |                          | Dramatiska Teatern         |
| 1900 | Auguste                          | Zaza Pierre Berton och Charles Simon                                                          |                          | Dramatiska Teatern         |
| 1901 | John Sommar, doktor              | Stiliga Agusta Gustaf af Geijerstam                                                           | Albert Ranft             | Södra Teatern              |
| 1905 | Stallaren                        | Bröllopet på Ulfåsa Frans Hedberg                                                             |                          | Svenska teatern, Stockholm |
| 1905 | Des Prunelles                    | Vi skiljas Victorien Sardou                                                                   |                          | Svenska teatern, Stockholm |
| 1906 |                                  | Flyttfåglar Maurice Donnay och Lucien Descaves                                                |                          | Svenska teatern, Stockholm |
| 1906 | Nicola                           | Hjältar George Bernard Shaw                                                                   |                          | Svenska teatern, Stockholm |
| 1906 | Godsägaren                       | Livet på landet Fritz Reuter                                                                  |                          | Svenska teatern, Stockholm |
| 1907 | Doktorn                          | Gamla Heidelberg Wilhelm Meyer-Förster                                                        |                          | Svenska teatern, Stockholm |
| 1907 |                                  | Henrik IV William Shakespeare                                                                 |                          | Svenska teatern, Stockholm |
| 1907 |                                  | Herculespillerna Maurice Hennequin                                                            |                          | Vasateatern                |
| 1907 |                                  | Två gånger två är fem Gustav Wied                                                             |                          | Vasateatern                |
| 1908 |                                  | Amatörtjuven E. W. Hornung och Eugene Presbrey                                                |                          | Vasateatern                |
| 1908 | André Ternay                     | Fröken Josette - min hustru Paul Gavault och Robert Charvay                                   |                          | Vasateatern                |
| 1908 | Mr Isaac Isaacson                | Bland bålde riddersmän Harriett Jay                                                           | Knut Nyblom              | Vasateatern                |
| 1910 | Mr Beadsworth                    | Penelope Somerset Maugham                                                                     | Albert Ranft Knut Nyblom | Vasateatern                |
| 1910 | Malte von Norkitten              | Löjtnanten som förmyndare Leo Walter Stein                                                    | Knut Nyblom              | Vasateatern                |
| 1910 | Beauchamps                       | Utan inbjudningskort Tristan Bernard                                                          | Knut Nyblom              | Vasateatern                |
| 1911 | Lucien de Versannes              | Buridans åsna Robert de Flers och Gaston Arman de Caillavet                                   | Knut Nyblom              | Vasateatern                |
| 1911 | De la Beuve                      | Ballongen Paul Armont och Nicolas Nancey                                                      | Knut Nyblom              | Vasateatern                |
| 1911 | William Lane                     | Alias Jimmy Valentine Paul Armstrong                                                          | Knut Nyblom              | Vasateatern                |
| 1911 | La Bécotterie                    | 1.000.000 Georges Berr och Marcel Guillemand                                                  | Knut Nyblom              | Vasateatern                |
| 1913 | von Schimmelmann                 | Min herr far Franz Arnold och Victor Arnold                                                   | Knut Nyblom              | Vasateatern                |
| 1913 | Franz Fredrice von Dub           | Som man är klädd... Gábor Drégely                                                             | Knut Nyblom              | Vasateatern                |
| 1913 | André van Bruck                  | Ett modernt äktenskap (Das paar nach der mode) Raoul Auernheimer                              | Knut Nyblom              | Vasateatern                |
| 1913 | Marius                           | Borgmästarinnan (La presidente) Maurice Hennequin och Pierre Veber                            | Albert Ranft             | Vasateatern                |
| 1914 | W. Brown                         | Affären Costa Negra Gustaf Janson                                                             | Knut Nyblom              | Vasateatern                |
| 1914 | Morgan                           | Kontanter (Ready Money) James H. Montgomery                                                   | Knut Nyblom              | Vasateatern                |
| 1914 | Gottlieb Meisel                  | Spanska flugan (Die spanische Fliege) Franz Arnold och Ernst Bach Översättning Algot Sandberg | Knut Nyblom              | Vasateatern                |
| 1914 | Dandinet                         | Hon – eller ingen (Une affaire scandaleuse) Paul Gavault och Maurice Ordonneau                | Knut Nyblom              | Vasateatern                |
| 1914 | Moses                            | Livet på landet (Onkel Bräsig) Fritz Reuter                                                   |                          | Vasateatern                |
| 1914 | Montigny Marlotte                | När fruarna resa André Monetzi-Eon och Nicolas Nancey                                         | Knut Nyblom              | Vasateatern                |
| 1915 | De Cheneviette                   | Ferdinands giftermål Georges Feydeau                                                          |                          | Vasateatern                |
| 1916 | William Smith                    | Annonsera! Roi Cooper Megrue och Walter Hackett                                               | Knut Nyblom              | Vasateatern                |
| 1916 | Markis de Kersalec               | Krigsäran Maurice Hennequin                                                                   | Knut Nyblom              | Vasateatern                |
| 1917 | Lázár Seiger                     | Efter skilsmässan Algot Sandberg                                                              | Knut Nyblom              | Vasateatern                |
| 1917 | Isaac Wolfe                      | Diamanten Horace Hedges och Wigney Percyval                                                   | Knut Nyblom              | Vasateatern                |
| 1917 | Robert Oldham                    | Fru Carolines friare Somerset Maugham                                                         | Knut Nyblom              | Vasateatern                |
| 1917 | Korpral Nepper                   | Pultronen Lechmere Worrall och Harold Terry                                                   | Knut Nyblom              | Vasateatern                |
| 1917 | George Delmar                    | Lilla yrhättan H. M. Harwood                                                                  | Knut Nyblom              | Vasateatern                |
| 1918 | William Sudley                   | Äktenskapskarusellen Langdon Mitchell                                                         |                          | Vasateatern                |
| 1918 | Christian Gumprecht              | Den bättre hälften Franz Arnold och Ernst Bach                                                | Knut Nyblom              | Vasateatern                |
| 1919 |                                  | Vi spekulera alla Jens Locher                                                                 | Nils Johannisson         | Vasateatern                |
| 1919 | Hertigen av Castillo             | Hertiginnans halsband Wolfgang Polaczek och Hugo Schönbrunn                                   | Knut Nyblom              | Vasateatern                |
| 1920 |                                  | Ska vi - eller inte? Jens Locher                                                              | Knut Nyblom              | Vasateatern                |
| 1920 |                                  | Hotellråttan Marcel Gerbidon och Paul Armont                                                  |                          | Vasateatern                |
| 1920 | En portvakt                      | Låt oss skiljas Victorien Sardou och Émile de Najac                                           | Karl Hedberg             | Dramaten                   |
| 1921 | Marius                           | Borgmästarinnan (La presidente) Maurice Hennequin och Pierre Veber                            | Albert Ranft             | Vasateatern                |
| 1921 | Gustave Thomeret                 | Jag måste ha Adrienne Louis Verneuil                                                          | Knut Nyblom              | Vasateatern                |
| 1923 |                                  | Det stängda paradiset Maurice Hennequin och Romain Coolus                                     | Knut Nyblom              | Vasateatern                |
| 1923 | Major Samzelius på Ekeby         | Gösta Berlings saga Selma Lagerlöf                                                            | Gunnar Klintberg         | Svenska teatern, Stockholm |
| 1924 |                                  | På hal is Franz Arnold och Ernst Bach                                                         | Knut Nyblom              | Vasateatern                |
| 1924 |                                  | Krokodilen Karl Strecker                                                                      | Knut Nyblom              | Vasateatern                |
| 1924 | Marius                           | Borgmästarinnan (La presidente) Maurice Hennequin och Pierre Veber                            | Albert Ranft             | Vasateatern                |
| 1925 |                                  | Ett felsteg Eugen Burg och Louis Taufstein                                                    | Knut Nyblom              | Vasateatern                |
| 1926 | Marius                           | Borgmästarinnan (La presidente) Maurice Hennequin och Pierre Veber                            | Albert Ranft             | Vasateatern                |
| 1926 | Karl Johan Crusenfoot            | Apollon ombord Evert Taube                                                                    | Oskar Textorius          | Vasateatern                |

### Regi (ej komplett)
| År   | Produktion   | Upphovsmän                                                   | Teater      |
| ---- | ------------ | ------------------------------------------------------------ | ----------- |
| 1915 | Inkvartering | Dick Digerman                                                | Vasateatern |
| 1915 | Niobe        | Harry Paulton och Edward Paulton Översättning Viktor Sjöberg | Vasateatern |

### Fotnoter
1. ↑  Oscar Byström (skådespelare) i Rotemansarkivet i Stockholms stadsarkiv
2. ↑  Sveriges dödbok 1901–2009, DVD‐ROM, Version 5.00, Sveriges Släktforskarförbund (2010): Byström, Oscar
3. ↑  Carlquist, Gunnar; Carlsson, Josef, red (1947–1955). Svensk uppslagsbok. Bd 5 (2., omarb. och utvidgade uppl.). Malmö : Förlagshuset Norden. sid. 528. Libris 11112. Arkiverad från originalet den 18 maj 2015. https://archive.is/20150518153140/http://svenskuppslagsbok.se/scans/band_05/0527_0528-0014.jpg. Läst 18 maj 2015
4. ↑  ”Oscar Byström”. Svensk Filmdatabas. http://www.sfi.se/sv/svensk-filmdatabas/Item/?type=PERSON&itemid=59030&ref=%2ftemplates%2fSwedishFilmSearchResult.aspx%3fid%3d1225%26epslanguage%3dsv%26searchword%3dOscar+Bystr%C3%B6m%26type%3dPerson%26match%3dBegin%26page%3d1%26prom%3dFalse. Läst 18 februari 2013.
5. ↑  Norra begravningsplatsen, kvarter 19A3, gravnummer 691 på Hittagraven.se. Åtkomst 26 oktober 2013.
6. ↑  ”K. Dramatiska Teatern”. Affischen:  s. 3. 16 maj 1892. https://tidningar.kb.se/gx93thdsdqrsft17/part/1/page/3. Läst 18 maj 2024.
7. ↑  ”Dramatiska Teatern”. Socialdemokraten:  s. 3. 16 september 1892. https://tidningar.kb.se/08chnp69xj5lv6k7/part/1/page/3. Läst 18 maj 2024.
8. ↑  ”Teaterannons”. Dagens Nyheter:  s. 3. 9 juni 1894. http://arkivet.dn.se/arkivet/tidning/1894-06-09/8952a/3. Läst 23 augusti 2015.
9. ↑  ”Teater och Musik”. Dagens nyheter:  s. 3. 4 februari 1896. https://arkivet.dn.se/tidning/1896-02-04/9457A/3. Läst 24 februari 2019.
10. ↑  ”Teater och Musik”. Dagens nyheter:  s. 2. 7 mars 1896. https://arkivet.dn.se/tidning/1896-03-07/9485A/2. Läst 24 februari 2019.
11. ↑  ”Teater och Musik”. Dagens nyheter:  s. 3. 16 mars 1896. https://arkivet.dn.se/tidning/1896-03-16/9492A/3. Läst 24 februari 2019.
12. ↑  ”Teater och Musik”. Dagens nyheter:  s. 3. 26 mars 1896. https://arkivet.dn.se/tidning/1896-03-26/9500A/3. Läst 24 februari 2019.
13. ↑  ”Teater och Musik”. Dagens Nyheter:  s. 5. 11 maj 1896. http://tidningar.kb.se/8224221/1896-05-11/edition/0/part/1/page/3/?q=%22Med%20Sveriges%20allmoge%22%20arenateatern&sort=asc. Läst 15 november 2015.
14. ↑  ”Teaterannons”. Dagens Nyheter:  s. 5. 12 januari 1897. http://tidningar.kb.se/8224221/1897-01-12/edition/0/part/1/page/3/?q=Ungdomslek%20vasateatern&sort=asc. Läst 15 november 2015.
15. ↑  ”Teatrarna”. Svenska Dagbladet. 21 januari 1898. http://tidningar.kb.se/1767385/1898-01-21/edition/0/part/1/page/2/?q=%22de%20wahl%22&sort=asc&freeonly=1&from=1898-01-01&to=1899-12-31&page=1.
16. ↑  ”Kungsämnena”. Musikverket. http://calmview.musikverk.se/CalmView/Record.aspx?src=CalmView.Performance&id=PERF26037&pos=126. Läst 6 juli 2015.
17. ↑  ”Teater och Musik: Vasateatern”. Aftonbladet:  s. 3. 18 april 1898. http://tidningar.kb.se/4112678/1898-04-18/edition/0/part/1/page/3/?q=%22de%20wahl%22&sort=asc&freeonly=1&from=1898-01-01&to=1899-12-31&page=1. Läst 15 november 2015.
18. ↑  ”Teater och Musik”. Svenska Dagbladet:  s. 2. 9 maj 1898. http://tidningar.kb.se/1767385/1898-05-09/edition/0/part/1/page/2/?q=%22de%20wahl%22&sort=asc&freeonly=1&from=1898-01-01&to=1899-12-31&page=1. Läst 15 november 2015.
19. ↑  ”Teater och Musik”. Svenska Dagbladet:  s. 2. 27 augusti 1898. http://tidningar.kb.se/1767385/1898-08-27/edition/0/part/1/page/4/?q=%22de%20wahl%22&sort=asc&freeonly=1&from=1898-01-01&to=1899-12-31&page=2. Läst 15 november 2015.
20. ↑  ”Teater och Musik: Teatrarnas spellistor”. Aftonbladet:  s. 2. 27 september 1898. http://tidningar.kb.se/4112678/1898-09-27/edition/0/part/1/page/3/?q=%22de%20wahl%22&sort=asc&freeonly=1&from=1898-01-01&to=1899-12-31&page=2. Läst 15 november 2015.
21. ↑  ”Teater och Musik: Teatrarna”. Svenska Dagbladet:  s. 2. 12 december 1898. http://tidningar.kb.se/1767385/1898-12-07/edition/0/part/1/page/3/?q=%22de%20wahl%22&sort=asc&freeonly=1&from=1898-01-01&to=1899-12-31&page=2. Läst 15 november 2015.
22. ↑  ”Teaterannons”. Dagens Nyheter:  s. 3. 11 april 1899. http://tidningar.kb.se/8224221/1899-04-11/edition/0/part/1/page/3/?q=%22de%20wahl%22&sort=asc&freeonly=1&from=1898-01-01&to=1899-12-31&page=4. Läst 15 november 2015.
23. ↑  ”Teaterannons”. Dagens Nyheter:  s. 3. 14 februari 1900. http://arkivet.dn.se/tidning/1900-02-14/10742a/3. Läst 25 februari 2017.
24. ↑  ”Vid Breitenfeld”. Musikverket. http://calmview.musikverk.se/CalmView/Record.aspx?src=CalmView.Catalog&id=HelledayA11S29%3a063&pos=49. Läst 23 oktober 2015.
25. ↑  ”Teaterannons”. Dagens Nyheter:  s. 3. 20 september 1900. http://arkivet.dn.se/arkivet/tidning/1900-09-20/10954A/3. Läst 7 augusti 2016.
26. ↑  ”Södra Teatern: G. af Geijerstam: 'Stiliga Agusta'”. Dagens Nyheter:  s. 2. 19 januari 1901. http://arkivet.dn.se/tidning/1901-01-19/11071A/2. Läst 6 april 2017.
27. ↑  Ernst Högman (1905). Frithiof Hellberg. red. ”Teater och musik”. Idun: Illustrerad tidning för kvinnan och hemmet (Stockholm: Frithiof Hellberg) 18 (1):  sid. 11. Arkiverad från originalet den 18 november 2015. https://web.archive.org/web/20151118082901/http://www.ub.gu.se/fasta/laban/erez/kvinnohistoriska/tidskrifter/idun/1905/pdf/1905_1.pdf. Läst 17 november 2015.
28. ↑  Ernst Högman (1905). Frithiof Hellberg. red. ”Teater och musik”. Idun: Illustrerad tidning för kvinnan och hemmet (Stockholm: Frithiof Hellberg) 18 (36):  sid. 463. Arkiverad från originalet den 19 november 2015. https://web.archive.org/web/20151119071334/http://www.ub.gu.se/fasta/laban/erez/kvinnohistoriska/tidskrifter/idun/1905/pdf/1905_36.pdf. Läst 18 november 2015.
29. ↑  ”Teater, konst, litteratur”. Dagens Nyheter. 12 februari 1906. http://arkivet.dn.se/arkivet/tidning/1906-02-12/12866A/3. Läst 7 augusti 2015.
30. ↑  Johan Nordling (1906). Frithiof Hellberg. red. ”Teater och musik”. Idun: Illustrerad tidning för kvinnan och hemmet (Stockholm: Frithiof Hellberg) 19 (12):  sid. 149. Arkiverad från originalet den 19 november 2015. https://web.archive.org/web/20151119234637/http://www.ub.gu.se/fasta/laban/erez/kvinnohistoriska/tidskrifter/idun/1906/pdf/1906_12.pdf. Läst 19 november 2015.
31. ↑  ”Teater, konst, litteratur”. Dagens Nyheter:  s. 3. 31 augusti 1906. http://arkivet.dn.se/arkivet/tidning/1906-08-31/13061A/3. Läst 7 augusti 2015.
32. ↑  Bo Bergman (19 maj 1906). ”Svenska teatern: Lifvet på landet”. Dagens Nyheter:  s. 2. http://arkivet.dn.se/arkivet/tidning/1906-05-19/12960A/2. Läst 28 december 2015.
33. ↑  ”Teater, konst, litteratur”. Dagens Nyheter:  s. 3. 1 september 1907. http://arkivet.dn.se/arkivet/tidning/1907-09-01/13417A/3. Läst 4 augusti 2015.
34. ↑  ”Teater, konst, litteratur”. Dagens Nyheter:  s. 3. 8 januari 1907. http://arkivet.dn.se/arkivet/tidning/1907-01-08/13188a/3. Läst 26 juli 2015.
35. ↑  ”Teater, konst, litteratur”. Dagens Nyheter:  s. 3. 2 september 1907. http://arkivet.dn.se/arkivet/tidning/1907-09-02/13418A/3. Läst 26 juli 2015.
36. ↑  ”Teater, konst, litteratur”. Dagens Nyheter:  s. 3. 19 oktober 1907. http://arkivet.dn.se/arkivet/tidning/1907-10-19/13465A/3. Läst 26 juli 2015.
37. ↑  ”Teater, konst, litteratur”. Dagens Nyheter:  s. 2. 20 mars 1908. http://arkivet.dn.se/arkivet/tidning/1908-03-20/13614A/2. Läst 25 april 2016.
38. ↑  ”Fröken Josette - min hustru”. Musikverket. http://calmview.musikverk.se/CalmView/Record.aspx?src=CalmView.Performance&id=PERF29709&pos=157. Läst 7 juli 2015.
39. ↑  ”Bland bålde riddersmän”. Musikverket. http://calmview.musikverk.se/CalmView/Record.aspx?src=CalmView.Performance&id=PERF26502&pos=158. Läst 7 juli 2015.
40. ↑  ”Penelope”. Musikverket. http://calmview.musikverk.se/CalmView/Record.aspx?src=CalmView.Performance&id=PERF22426&pos=169. Läst 7 juli 2015.
41. ↑  ”Löjtnanten som förmyndare”. Musikverket. http://calmview.musikverk.se/CalmView/Record.aspx?src=CalmView.Performance&id=PERF22427&pos=170. Läst 7 juli 2015.
42. ↑  ”Utan inbjudningskort”. Musikverket. http://calmview.musikverk.se/CalmView/Record.aspx?src=CalmView.Performance&id=PERF22428&pos=172. Läst 7 juli 2015.
43. ↑  ”Buridans åsna”. Musikverket. http://calmview.musikverk.se/CalmView/Record.aspx?src=CalmView.Performance&id=PERF22433&pos=178. Läst 8 juli 2015.
44. ↑  ”Ballongen”. Musikverket. http://calmview.musikverk.se/CalmView/Record.aspx?src=CalmView.Performance&id=PERF22434&pos=28. Läst 5 juli 2015.
45. ↑  ”Alias Jimmy Valentine”. Musikverket. http://calmview.musikverk.se/CalmView/Record.aspx?src=CalmView.Performance&id=PERF22430&pos=17. Läst 5 juli 2015.
46. ↑  ”1.000.000”. Musikverket. http://calmview.musikverk.se/CalmView/Record.aspx?src=CalmView.Performance&id=PERF22436&pos=181. Läst 8 juli 2015.
47. ↑  ”Min herr far”. Musikverket. http://calmview.musikverk.se/CalmView/Record.aspx?src=CalmView.Performance&id=PERF23251&pos=199. Läst 8 juli 2015.
48. ↑  ”Som man är klädd...”. Musikverket. http://calmview.musikverk.se/CalmView/Record.aspx?src=CalmView.Performance&id=PERF14520&pos=201. Läst 8 juli 2015.
49. ↑  ”Ett modernt äktenskap”. Musikverket. http://calmview.musikverk.se/CalmView/Record.aspx?src=CalmView.Performance&id=PERF14518&pos=203. Läst 8 juli 2015.
50. ↑  ”Borgmästarinnan”. Musikverket. http://calmview.musikverk.se/CalmView/Record.aspx?src=CalmView.Performance&id=PERF14358&pos=204. Läst 8 juli 2015.
51. ↑  ”En äkta man”. Musikverket. https://calmview.musikverk.se/CalmView/Record.aspx?src=CalmView.Performance&id=PERF23248&pos=207. Läst 12 maj 2024.
52. ↑  ”Kontanter”. Musikverket. http://calmview.musikverk.se/CalmView/Record.aspx?src=CalmView.Performance&id=PERF14535&pos=207. Läst 8 juli 2015.
53. ↑  ”'Spanska flugan' på Vasateatern”. Dagens Nyheter:  s. 9. 8 mars 1914. http://arkivet.dn.se/arkivet/tidning/1914-03-08/15733/9. Läst 29 augusti 2015.
54. ↑  ”Spanska Flugan”. Musikverket. https://calmview.musikverk.se/CalmView/Record.aspx?src=CalmView.Performance&id=PERF14567&pos=667. Läst 12 maj 2024.
55. ↑  ”Hon eller ingen”. Musikverket. https://calmview.musikverk.se/CalmView/Record.aspx?src=CalmView.Performance&id=PERF14378&pos=335. Läst 12 maj 2024.
56. ↑  ”Lifvet på landet”. Musikverket. https://calmview.musikverk.se/CalmView/Record.aspx?src=CalmView.Performance&id=P15443&pos=436. Läst 12 maj 2024.
57. ↑  ”När fruarna resa”. Musikverket. http://calmview.musikverk.se/CalmView/Record.aspx?src=CalmView.Performance&id=PERF14556&pos=215. Läst 8 juli 2015.
58. ↑  ”Ferdinands giftermål”. Musikverket. http://calmview.musikverk.se/CalmView/Record.aspx?src=CalmView.Performance&id=PERF22375&pos=230. Läst 9 juli 2015.
59. ↑  ”Annonsera”. Musikverket. http://calmview.musikverk.se/CalmView/Record.aspx?src=CalmView.Performance&id=PERF14361&pos=23. Läst 5 juli 2015.
60. ↑  ”Krigsäran”. Musikverket. http://calmview.musikverk.se/CalmView/Record.aspx?src=CalmView.Performance&id=PERF14539&pos=234. Läst 10 juli 2015.
61. ↑  ”Efter skilsmässan”. Musikverket. http://calmview.musikverk.se/CalmView/Record.aspx?src=CalmView.Performance&id=PERF14369&pos=237. Läst 10 juli 2015.
62. ↑  ”Diamanten”. Musikverket. http://calmview.musikverk.se/CalmView/Record.aspx?src=CalmView.Performance&id=PERF14362&pos=238. Läst 10 juli 2015.
63. ↑  ”Fru Carolines friare”. Musikverket. http://calmview.musikverk.se/CalmView/Record.aspx?src=CalmView.Performance&id=PERF14370&pos=239. Läst 10 juli 2015.
64. ↑  ”Pultronen”. Musikverket. http://calmview.musikverk.se/CalmView/Record.aspx?src=CalmView.Performance&id=PERF14559&pos=241. Läst 10 juli 2015.
65. ↑  ”Lilla yrhättan”. Musikverket. http://calmview.musikverk.se/CalmView/Record.aspx?src=CalmView.Performance&id=PERF14541&pos=244. Läst 10 juli 2015.
66. ↑  Erik Ljungberger, red (1918). ”Teateralmanack”. Svenska scenen (2):  sid. 12. https://sv.wikisource.org/w/index.php?title=Svenska_scenen_2,_1918&oldid=174993. Läst 9 juli 2015.
67. ↑  ”Den bättre hälften”. Musikverket. http://calmview.musikverk.se/CalmView/Record.aspx?src=CalmView.Performance&id=PERF14365&pos=257. Läst 10 juli 2015.
68. ↑  ”Teater Musik”. Dagens Nyheter:  s. 6. 5 november 1919. http://arkivet.dn.se/arkivet/tidning/1919-11-05/291/6. Läst 21 juli 2015.
69. ↑  ”Hertiginnans halsband”. Musikverket. http://calmview.musikverk.se/CalmView/Record.aspx?src=CalmView.Performance&id=PERF14382&pos=264. Läst 11 juli 2015.
70. ↑  ”Namn och Nytt”. Dagens Nyheter:  s. 8. 25 maj 1920. http://arkivet.dn.se/arkivet/tidning/1920-05-25/137/8. Läst 21 juli 2015.
71. ↑  ”Teater Musik”. Dagens Nyheter:  s. 11. 2 september 1920. http://arkivet.dn.se/arkivet/tidning/1920-09-02/236/11. Läst 21 juli 2015.
72. ↑  ”Borgmästarinnan”. Musikverket. https://calmview.musikverk.se/CalmView/Record.aspx?src=CalmView.Performance&id=P15450&pos=59. Läst 12 maj 2024.
73. ↑  ”Jag måste ha Adrienne”. Musikverket. http://calmview.musikverk.se/CalmView/Record.aspx?src=CalmView.Performance&id=PERF14427&pos=282. Läst 11 juli 2015.
74. ↑  ”'Stängda paradiset' på Vasateatern”. Dagens Nyheter:  s. 5. 16 april 1923. http://arkivet.dn.se/arkivet/tidning/1923-04-16/100/5. Läst 26 juli 2015.
75. ↑  ”Gösta Berlings saga”. Musikverket. https://calmview.musikverk.se/CalmView/Record.aspx?src=CalmView.Performance&id=P14102&pos=188. Läst 23 mars 2024.
76. ↑  ”Teater och Musik”. Dagens Nyheter:  s. 7. 22 februari 1924. http://arkivet.dn.se/arkivet/tidning/1924-02-22/52/7. Läst 29 augusti 2015.
77. ↑  Bo Bergman (24 februari 1924). ”Musik och Teater”. Dagens Nyheter:  s. 9. http://arkivet.dn.se/arkivet/tidning/1924-02-24/54/9. Läst 29 augusti 2015.
78. ↑  ”'Borgmästarinnan' återuppstår snart på Vasateatern”. Dagens Nyheter:  s. 5. 6 mars 1924. http://arkivet.dn.se/arkivet/tidning/1924-03-06/65/5. Läst 27 juli 2015.
79. ↑  Bo Bergman (15 februari 1925). ”Teater och Musik”. Dagens Nyheter:  s. 9. http://arkivet.dn.se/arkivet/tidning/1925-02-15/44/9. Läst 28 augusti 2015.
80. ↑  ”Borgmästarinnan”. Musikverket. http://calmview.musikverk.se/CalmView/Record.aspx?src=CalmView.Performance&id=PERF22443&pos=322. Läst 11 juli 2015.
81. ↑  ”Teater och Musik”. Dagens Nyheter:  s. 7. 30 augusti 1926. http://arkivet.dn.se/arkivet/tidning/1926-08-30/234/7. Läst 1 januari 2016.
82. ↑  Erik Nyblom (3 september 1926). ”Två premiärer på torsdagen: Svensk operett på Vasan, nyuppsättning av 'Romeo och Julia' på Operan”. Dagens Nyheter:  s. 11. http://arkivet.dn.se/arkivet/tidning/1926-09-03/238/11. Läst 29 augusti 2015.
83. ↑  ”Inkvartering”. Musikverket. http://calmview.musikverk.se/CalmView/Record.aspx?src=CalmView.Performance&id=PERF14379&pos=221. Läst 9 juli 2015.
84. ↑  ”Niobe”. Musikverket. http://calmview.musikverk.se/CalmView/Record.aspx?src=CalmView.Performance&id=PERF14558&pos=222. Läst 9 juli 2015.